# Андриканис, Евгений Николаевич
Евге́ний Никола́евич Андрика́нис (27 декабря 1909, Париж — 19 декабря 1993, Москва) — советский оператор, режиссёр и сценарист, фронтовой кинооператор Великой Отечественной войны. Народный артист РСФСР (1982), лауреат Ленинской премии (1978).

## Биография
Родился 14 (27) декабря 1909 года в Париже. Третий ребёнок в семье адвоката Николая Адамовича Андриканиса (1876—1947) и Екатерины Павловны Шмит (сестры Н. П. Шмита). Вернулись в Москву в 1916 году. В 1928 году после окончания школы № 12 работал помощником оператора на кинофабрике «Совкино» на фильмах «Изящная жизнь» (1932), «Крылья» / «Чёрная кошка» (1933), проходил обучение на операторском факультете в ГИКе, который окончил в 1932 году (мастерская А. А. Левицкого). В течение 1932—1933 годов проходил службу в РККА.
С 1933 года — помощник, ассистент оператора, кинооператор на киностудии «Мосфильм», работал на фильмах «Мечтатели» / «Восстание  человека» (1934), «Космический рейс» (1935), «Поколение победителей» (1936). Среди ранних самостоятельных работ значительным стал фильм «Машенька», в котором отчётливо проявился поэтический стиль оператора.
В 1942—1944 годах — оператор фронтовых киногрупп.
С 1960 года выступал в качестве режиссёра-постановщика. В середине 1966 года Андриканис ушёл со студии «Мосфильм» и начал работу на телевидении. Позже — режиссёр документального кино.
Член КПСС с 1968 года, член Союза кинематографистов СССР (Москва).
Скончался 19 декабря 1993 года. Похоронен в Москве на Преображенском кладбище.

### Семья
- Первая жена — Галина Кузьминична Пышкова (1913—1987), кинооператор

- Дочь — Татьяна Лаврова (1938—2007), артистка

- Внук — Владимир Лавров (род. 1967), художник, дизайнер, скульптор

- Вторая жена — Галина Николаевна Захарова (1919—1994), кинооператор

- Дочь — Екатерина Андриканис (род. 1950), кинорежиссёр, писатель

- Внук — Павел Михайловский (род. 1971), режиссёр, продюсер

- Брат — Николай Николаевич Андриканис (1908—1983), советский архитектор[3]

## Фильмография
Оператор
- 1937 — Гаврош
- 1938 — Болотные солдаты
- 1941 — Первая конная
- 1942 — Машенька
- 1943 — Киноконцерт к 25-летию Красной Армии (совм. с М. Гиндиным и Е. Ефимовым)
- 1944 — Дни и ночи
- 1944 — Небо Москвы
- 1945 — Парад Победы (чёрно-белый вариант; совм. с группой операторов)
- 1946 — День танкистов
- 1946 — Молодость нашей страны (совм. с В. Доброницким, С. Семёновым, М. Трояновским)
- 1946 — Старинный водевиль
- 1947 — Марите
- 1948 — Три встречи
- 1949 — От чистого сердца
- 1951 — Пржевальский
- 1952 — Концерт мастеров украинского искусства (фильм-спектакль)
- 1953 — Великий воин Албании Скандербег (Албания — СССР)
- 1955 — Отелло
- 1957 — Рассказы о Ленине
- 1958 — Хождение за три моря (Индия — СССР)

Режиссёр
- 1960 — Северная повесть
- 1964 — Казнены на рассвете
- 1970 — Путешествие по Франции (документальный)
- 1971 — Во имя мира и дружбы (документальный)
- 1972 — Коммунар XX века / Жак Дюкло (документальный)
- 1973 — Генеральный секретарь (документальный; совм. с И. Бессарабовым)
- 1974 — Дорогами согласия, дорогами содружества (документальный, СССР — Франция)
- 1975 — Сын Франции (документальный)
- 1976 — Ленинским путём (документальный)
- 1976 — Москва — Париж (документальный; совм. с Н. Левицкой)
- 1979 — Дорогами памяти (документальный)

Сценарист
- 1960 — Северная повесть
- 1970 — Дело Ленина живёт и побеждает (совм. с С. Кузнецовым)

## Признание и награды
- орден «Знак Почёта» (14 апреля 1944)
- Большая премия Международного кинофестиваля в Канне за операторское мастерство Высшей технической комиссии французского кино (1954) — за фильм «Великий воин Албании Скандербег»
- заслуженный деятель искусств РСФСР (1957)
- Государственная премия РСФСР имени братьев Васильевых (1975) — за фильм «Дорогами согласия, дорогами содружества»
- Ленинская премия (1978) — за фильм «Ленинским путём»(1982)[4]
- народный артист РСФСР (1982)[4]
- орден Отечественной войны II степени (11.03.1985)
- медали[3]